# Neodiprion lecontei
Neodiprion lecontei là một loài cánh màng cắn lá trong họ Diprionidae bản địa, sống ở miền đông Bắc Mỹ, thường được gọi là bọ thông đầu đỏ hay bọ cánh cứng Leconte. Ấu trùng ăn lá của nhiều loài thông bản địa và nhập khẩu. Loài này được đặt tên theo John Lawrence LeConte, một nhà côn trùng học người Mỹ vào thế kỷ 19.

## Phân loại
Nó tạo thành một phần của N. lecontei, bao gồm một nhánh khoảng 20 loài có quan hệ họ hàng gần đã được nghiên cứu chuyên sâu. Bộ gen đã được giải trình tự và bao gồm 330 MB sắp xếp trên bảy nhiễm sắc thể.

## Mô tả
Con N. lecontei trưởng thành có đôi cánh và eo rộng và dài từ 5 đến 8,5 mm (0,20 và 0,33 inch), với con đực nhỏ hơn một chút so với con cái. Con đực có râu ngắn trong khi con cái có răng cưa với mười chín đoạn. Con đực hoàn toàn đen và mảnh mai hơn những con cái khoẻ mạnh, có đầu và ngực màu nâu đỏ, và chủ yếu là bụng đen, đôi khi có màu trắng ở hai bên. Ấu trùng này giống với sâu bướm của loài lepidopteran; Ấu trùng nhỏ có màu nâu trắng trong khi ấu trùng trưởng thành có màu vàng-xanh với tám hàng dọc các đốm đen, và đầu màu nâu. Họ có ba cặp chân ở phía trước và sáu đến bảy cặp prolegs ở phía sau.

## Phân bố
N. lecontei có nguồn gốc từ miền đông Bắc Mỹ. Phạm vi của nó kéo dài từ đông nam Canada về phía tây đến Đại Bình nguyên Bắc Mỹ và về phía nam đến Texas và Florida.

## Phạm vi cây chủ
Ấu trùng ăn nhiều loại cây lá kim. Ở phần phía bắc của dãy núi, nó ưu tiên cho các thông thông cứng hoặc màu vàng như Pinus banksiana và Pinus resinosa. Xa hơn về phía nam, loài này thích Pinus echinata, Pinus taeda, Pinus elliottii và Pinus palustris. Những cây cao dưới 5 m (16 ft) thường xuyên bị tấn công và các đồn điền thông được thành lập vào những năm 1930 đã phải chứng kiến tỷ lệ sâu bệnh cao. Các cây ký chủ khác mà ấu trùng sẽ ăn bao gồm Pinus virginiana, Pinus strobus và Pinus sylvestris, và nếu không có cây nào khác thì là Picea abies, Cedrus deodara và Larix spp.

## Vòng đời
Con cái trưởng thành dùng cơ quan đẻ trứng rạch các khe trên lá thông và đẻ một quả trứng vào mỗi khe. Chúng có màu nhạt và tạo cho lá kim có hình dải. Trứng nở sau khoảng bốn tuần. Ấu trùng non ăn các mặt của lá thông, để lại phần trung tâm, phần trung tâm này sẽ khô héo và chết, để lại dấu vết đặc biệt giống như rơm rạ. Ấu trùng già ăn cả lá kim trước khi chuyển sang lá tiếp theo. Ấu trùng sống thành đàn và có thể tước cả cành và cây lá kim. Nếu cây bị rụng lá hoàn toàn, ấu trùng di chuyển theo nhóm sang cây bên cạnh hoặc có thể bắt đầu nhai vỏ cành mềm.
Khi quá trình phát triển kết thúc, chúng rơi xuống đất và quay kén trong phần lá kim đã chết hoặc dưới lòng đất. Tại đây, chúng đan xen với nhau trong giai đoạn nhộng con, nhộng phát triển vào mùa xuân và cắn phá một đầu của cái kén để trồi lên khi trưởng thành. Một số cá nhân có thể không trưởng thành cho đến năm sau, hoặc có thời gian tạm dừng kéo dài. Ở phần phía bắc, mỗi năm có một thế hệ duy nhất, nhưng xa hơn về phía nam có thể có hai hoặc ba thế hệ, đôi khi chồng chéo lên nhau.